# 田盤
田 盤（でん ばん、生没年不詳）は、春秋戦国時代の斉の政治家で、田氏の宗主。姓は嬀、氏は田、あるいは陳、諱は盤、諡は襄。田襄子とも呼称される。
田恒（田成子）の子として生まれた。田恒が死去すると、田盤が代わって田氏の宗主となった。斉の宰相となり、斉の宣公に仕えた。田盤はその兄弟や一族をことごとく斉の都邑大夫とした。晋の趙無恤・魏駒・韓虎らが智瑶を攻め滅ぼして、智氏の領地を三分すると、田盤は趙・魏・韓と使者を通交させ、斉の外交関係を安定させた。